# إذاعة جدة
إذاعة جدة هي إذاعة سعودية تبث من جدة، تابعة لوزارة الإعلام السعودية، أذيع أول برنامج تجريبي للإذاعة السعودية من جدة وكان ذلك في يوم 19 رمضان 1368 هـ الموافق 20 مايو 1949م، وتم توحيد بث البرنامج العام بين إذاعتي جدة والرياض في مطلع شوال 1399 هـ. وتبث الإذاعة برامجها على مدى أربع وعشرين ساعة على كافة الموجات، وتتنوع برامجها بين الاخبار والترفيه والثقافة، وهي إذاعة تولي اهتمام بالشباب، شعارها (على هواك)، ويعمل على إدارة شؤونها علي أحمد القاسم مدير عام إذاعة جدة والمشرف على مجمع الإذاعات .

## تأسيس الإذاعة
تعود فكرة إنشاء الإذاعة إلى الملك السعودي سعود بن عبدالعزيز، حين كان ولياً للعهد آنذاك، وعرض الفكرة على والده الملك عبدالعزيز، ولاقت استحسانه، فوافق عليها، وتأسست أول محطة إذاعية في جدة، وبدأ بثها في 9 ذو الحجة 1368، حيث ألقيت كلمة من الأمير فيصل نيابة عن والده الملك المؤسس، وتضمنت تهنئة الحجيج بمناسك الحج والترحيب بقدومهم إلى مكة المكرمة، ومنذ ذاك الزمن وعلى مدار 75 عام، شكلت الإذاعة دوراً محورياً في توجيه الوعي عبر الأجيال.
وقبل ذلك شهد يوم الأربعاء 13 رجب عام 1368 هـ، الموافق لـ 11 مايو عام 1949، توقيع عقد بين حكومة المملكة العربية السعودية والشركة المُنفذة في مقر السفارة السعودية بالقاهرة، واقتصر البث الإذاعي في المملكة على إذاعة جدة حتى عام 1384 هـ، الموافق لـ 3 يناير عام 1965، عندما بدأ البث الإذاعي من إذاعة الرياض.وفي عام 1399 هـ، الموافق لـ 23 أغسطس عام 1965، خطت الإذاعة السعودية خطوة جديدة عندما بدأ بث البرنامج العام مستقلاً من إذاعة الرياض والبرنامج الثاني من إذاعة جدة.

## إذاعة جدة قديماً (البرنامج الثاني)
بدأ البرنامج الثاني إرساله للمرة الأولى يوم الإثنين غرة محرم 1403هـ الموافق 18 أكتوبر 1982، ويعني بتقديم البرامج الشعبية والمنوعات والتمثيليات ويعطي مساحة للبرامج الثقافية والأدبية والعلمية الفكرية والندوات.
وقدمت إذاعة جدة برامج شعبية (باللهجة الحجازية) منها البرنامج اليومي (دموع وابتسام) والبرنامج الدرامي اليومي (على الحلوة والمرة). والبرنامج الدرامي اليومي (مشاكل وحلول).
وكانت بداية الدراما في إذاعة جدة عبارة عن مسلسلات بالفصحى (تاريخية أو دينية)، ولا تناقش القضايا الاجتماعية المحلية، ثم بدأت بعد ذلك المسلسلات الاجتماعية باللهجة العامية حيث استقطبت الإذاعة كُتاباً معروفين بالصحافة المحلية، واكتسب عدد من الممثلين في ذلك الوقت الخبرة في الكتابة الإذاعية. ومن البرامج التي كانت تقدمها إذاعة جدة وكان لها دور اجتماعي كبير في التعرض للمشاكل الاجتماعية السائدة في ذلك الوقت برنامج (مشكلة وحل).. الذي كان يعرض المشاكل الاجتماعية بقالب درامي.

## أغاني إذاعة جدة
تحوي إذاعة جدة على تسجيلات ونوادر لكبار المطربين، منها: أغاني طارق عبدالحكيم، وجميل محمود، وغازي علي، ومحمد علي سندي، وسراج عمر، ومطلق الذيابي، وفوزي محسون، وعمر كدرس، ومحمود حلواني، وعبدالقادر حلواني، وسلامة العبدالله، وأبو بكر سالم، وابتسام لطفي، وتوحة، وعتاب، وغيرهم، وكذلك أغنيات الأستاذ طلال مداح منها ( وردك يا زارع الورد).